# Bowerbirds
Bowerbirds es una banda indie estadounidense. Phil Moore y su novia, Beth Tacular (Beth Salmon de nacimiento), formaron el grupo en 2006 en Raleigh, Carolina del Norte, al que posteriormente se unió Mark Paulson, que creció junto a Moore en Grinnell, Iowa, y con quien había coincidido en el grupo Ticonderoga.

## Historia

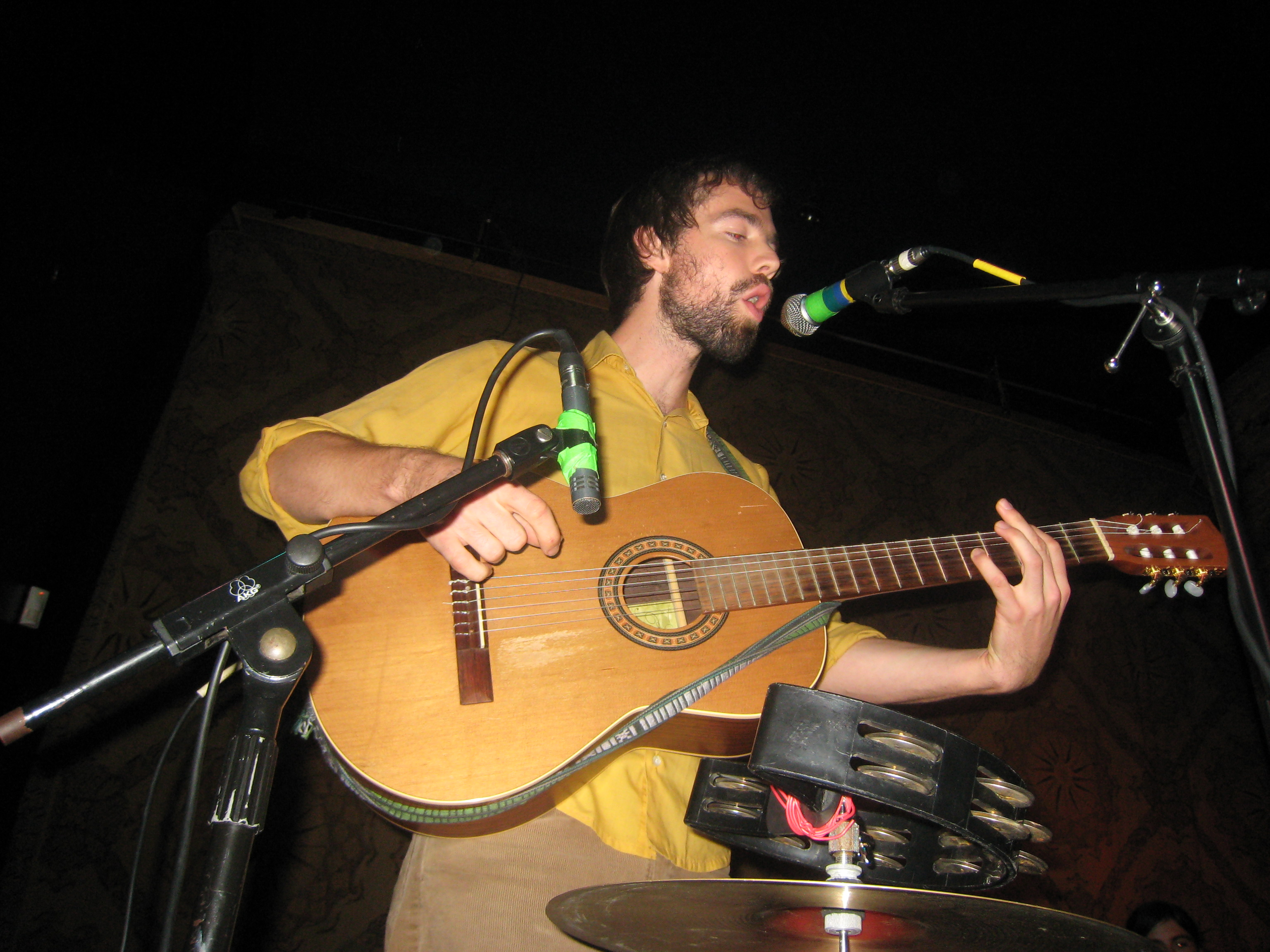
Phil Moore.

Phil Moore era el líder de la banda Ticonderoga, durante la grabación del segundo álbum de este grupo, Moore consiguió un trabajo localizando aves que implicaba mudarse a una cabaña en un remoto paraje. Allí se mudó también su novia, Beth Tacular, para trabajar en sus pinturas. Moore componía canciones durante la noche, influenciado por el medio que los rodeaba, así, cuando Ticonderoga se separó, formó Bowerbirds junto a su novia, que hasta entonces no tocaba ningún instrumento.
En 2006 auto editaron un primer EP con seis canciones titulado Danger at Sea con Moore tocando la guitarra y Tacular el acordeón. En este EP ya colaboró Mark Paulson en la producción.
Ya en el proceso de grabación de su primer largo Hymns for a Dark Horse se unió definitivamente a la banda el productor y multinstrumentista Mark Paulson, exmiembro de Ticonderoga.
Bowerbirds telonearon a The Mountain Goats en su gira de finales de 2007.
En 2008 firman con Dead Oceans que les reedita Hymns for a Dark Horse incluyendo dos canciones más, "La Denigración" y "Matchstick Maker".

## Discografía
- Hymns for a Dark Horse (2007, Burly Time Records-Dead Oceans-¡PopStock1).[1]

1. "Hooves".
2. "In Our Talons".
3. "Human Hands".
4. "Dark Horse".
5. "Bur Oak".
6. "My Oldest Memory".
7. "The Marbled Godwit".
8. "Slow Down".
9. "The Ticonderoga".
10. "Olive Hearts".
11. "La Denigración".[10]
12. "Matchstick Maker".[10]

### EP
- Danger at Sea (2006, auto editado).[6][11]

1. "My Oldest Memory".
2. "The Ticonderoga".
3. "In Our Talons".
4. "Bur Oak".
5. "La Denigracion".
6. "Knives, Snakes, and Mesquites".

## Miembros
- Beth Tacular, acordeón,[2] bombo,[8] voces.[12]
- Phil Moore, voces,[9] guitarra,[2] hi hat, pandereta.
- Mark Paulson, violín,[9] pedalier, bajo,[8] piano,[12] voces.[12]